# Kestřany (dolní tvrz)
Dolní tvrz v Kestřanech je součástí historického areálu tvořeného horní tvrzí, barokním zámkem a hospodářskými budovami. Nachází se asi osm kilometrů jihozápadně od Písku. Celý areál je chráněn jako kulturní památka. Dolní tvrz je situována v rovinné poloze vpravo od průjezdní komunikace, která dělí celý objekt na východní a západní část.

## Historie
Dolní tvrz je z obou dochovaných kestřanských tvrzí menší a mladší. Na konci čtrnáctého století ji postavili synové Mikuláše z Kestřan, řečeného Baroch, který byl vnukem Alberta z Kestřan, spolu s Matějem Brusem z Kovářova. Mikuláš Barocha v držení tvrze vystřídal Ctibor Baroch, který zemřel v době vlády krále Ladislava. Jeho synem byl Mikuláš Baroch, jenž dolní tvrz v roce 1475 prodal Bohuslavovi z Kestřan, kterému patřila horní tvrz. V roce 1491, když kestřanské panství kupoval Jindřich ze Švamberka, byla dolní tvrz označena jako pustá. Jindřich III. starší ze Švamberka ji nechal opravit a zřídil v ní pivovar připomínaný v roce 1553. Od té doby už sloužila pouze k hospodářským účelům.

## Stavební podoba
Dolní tvrz byla postavena v rovinatém terénu obklopeném mokřinami. Jejím jádrem z konce čtrnáctého století je hranolová obytná věž a k první stavební fázi patřila pravděpodobně také věžovitá brána. Nejspíše ve druhé polovině patnáctého století proběhla pozdně gotická přestavba, během které bylo postaveno nové opevnění včetně okrouhlé věže v severozápadním nároží, do níž se vstupovalo portálem z hradebního ochozu. Ve stejné době byla k jižní a východní hradbě přistavěna nová palácová křídla.
Obytná věž má obdélný půdorys. Původně se do ní vstupovalo z jižní strany vchodem v úrovni prvního patra a hlavní obytné prostory bývaly ve druhém a třetím patře, kde se dochovaly okna se sedátky a torza prevétů. Celá věž bývala plochostropá, ale přízemí bylo při pozdněgotické přestavbě dodatečně zaklenuto valenou klenbou.